# John Singleton Copley

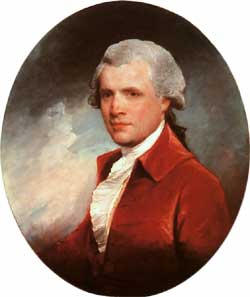
Porträtt av Copley målat av Gilbert Stuart.

John Singleton Copley (född cirka 3 juli 1738 i Boston, Massachusetts, död 9 september 1815 i London, England) var en amerikansk konstnär. 

## Ungdom
John Singleton Copley var son till en irländsk immigrant, Richard Copley, och dennes fru, Mary Singleton Copley. Hans föräldrar ägde en tobaksaffär i Boston. År 1748 hade Richard Copley dött, det exakta datumet är okänt, men den 2 maj 1748 gifte Mary om sig med Peter Pelham, en gravör och lärare, och flyttade med hennes son till ett lugnare och mer respektabelt område av Boston. John var endast 13 år när även hans nya styvfar, Peter, dog.

## London
1774 flyttade Copley till England för att fortsätta sitt måleri där. Han flyttade vidare till Paris, Genua och Rom innan han återvände till London nio månader senare. I London blev han antagen som ledamot av Royal Academy of Art. 

## Hans konstnärliga geni
Copley är känd för sina porträtt av viktiga personer i koloniala New England, framförallt män och kvinnor i medelklassen. Porträtten var innovativa på så sätt att de tenderade porträttera personerna med föremål som var karakteristiska för deras liv.  I London började han specialisera sig på historiska berättande scener, vilka ibland avfärdas av kritiker för att de saknar vibransen av hans tidigare porträtt. Copley demonstrerade sitt geni, både under den amerikanska och den brittiska perioden, för hans renderingar av yttexturer och fångandet av en emotionella ögonblick i tiden.

## Äktenskap och familjeliv
John var gift med Susanna Farnham Clarke, vars far, Richard Clark var lojalist och en av Bostons rikaste köpmän och ombud för British East India Company. Paret fick sex barn under deras 45 år som äkta makar. År 1815 dog John i London. Deras son John blev brittisk lordkansler och upphöjd i friherrligt stånd.

## Eftermäle
Nedslagskratern Copley på planeten Merkurius är uppkallad efter honom.

## Främsta verk

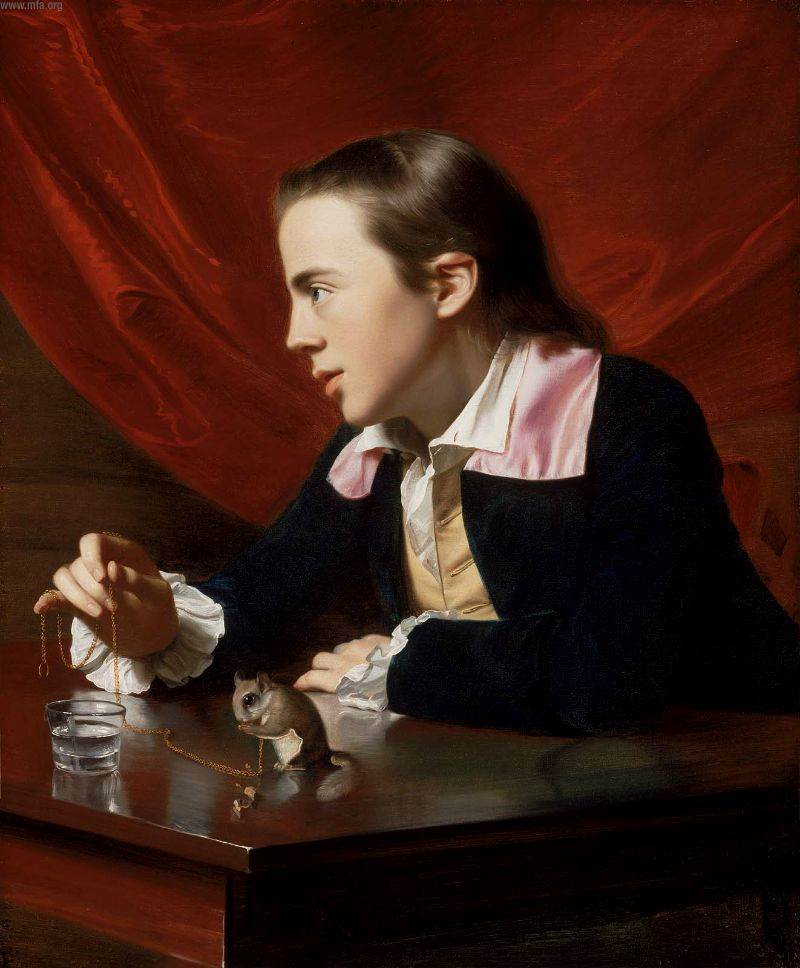
"The Boy with the Squirrel" (1765)
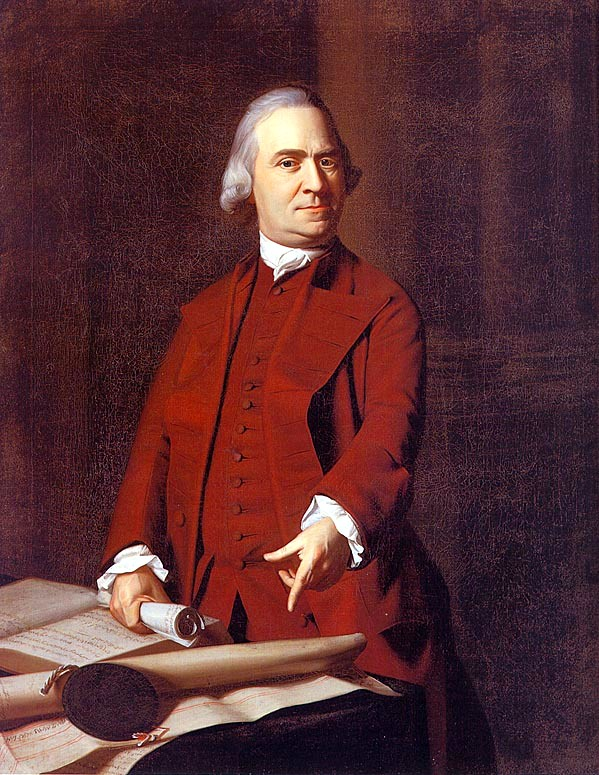
"Samuel Adams" (1772)
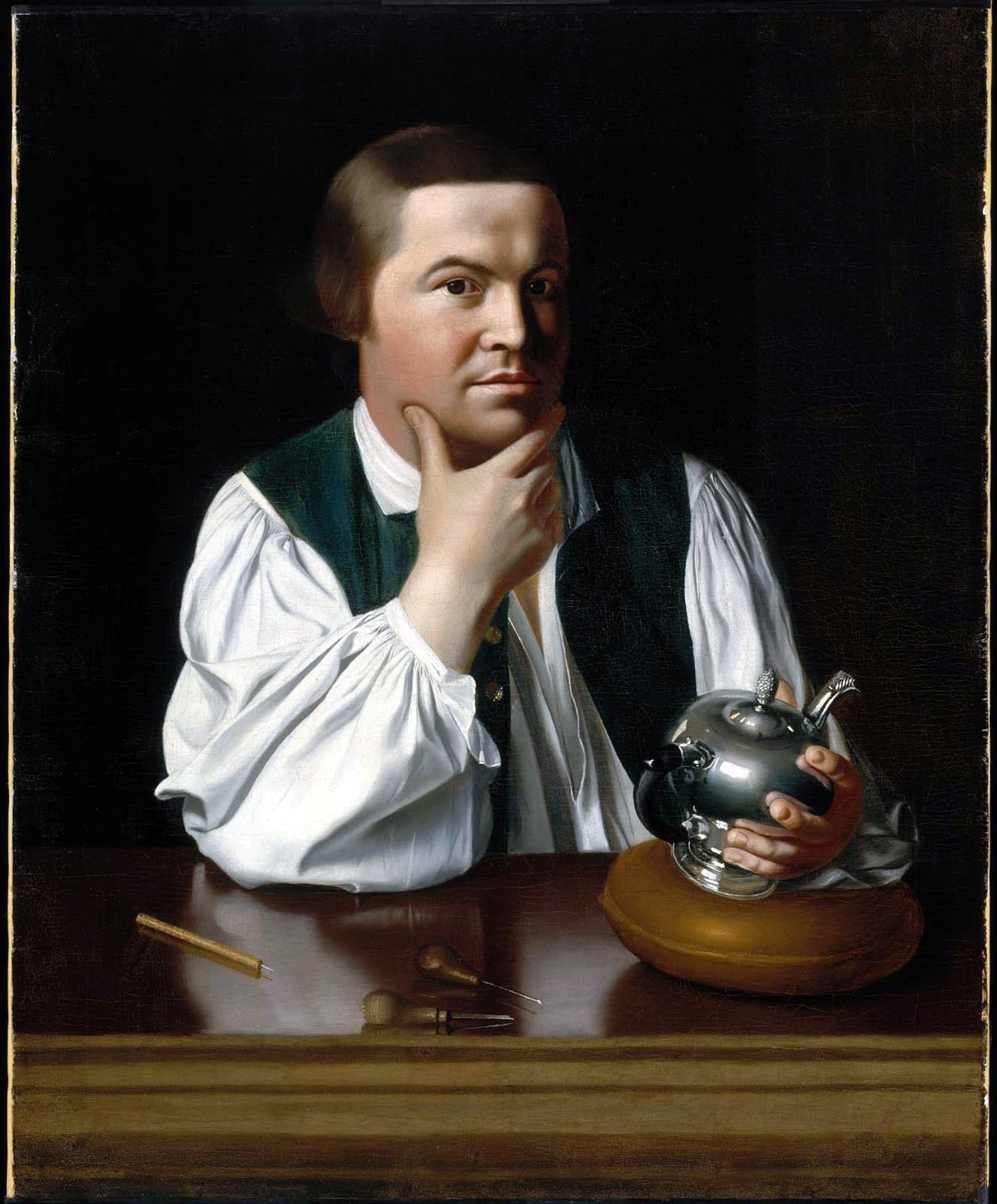
"Paul Revere" (1770)
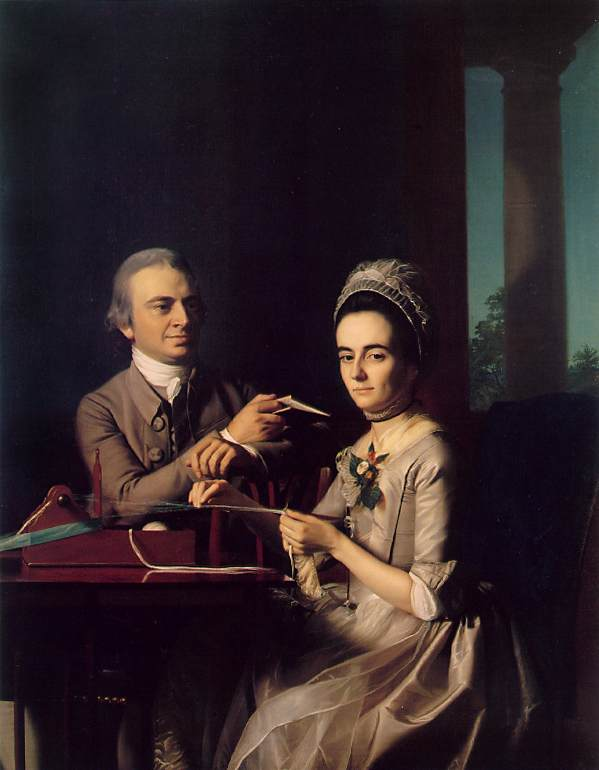
"Mr. and Mrs. Thomas Mifflin (Sarah Morris)" (1773)
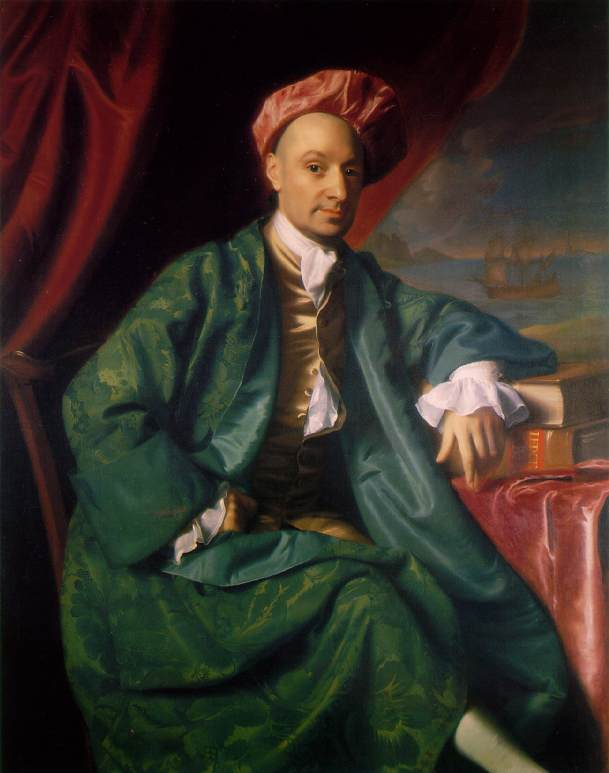
"Nicholas Boylston" (1767)
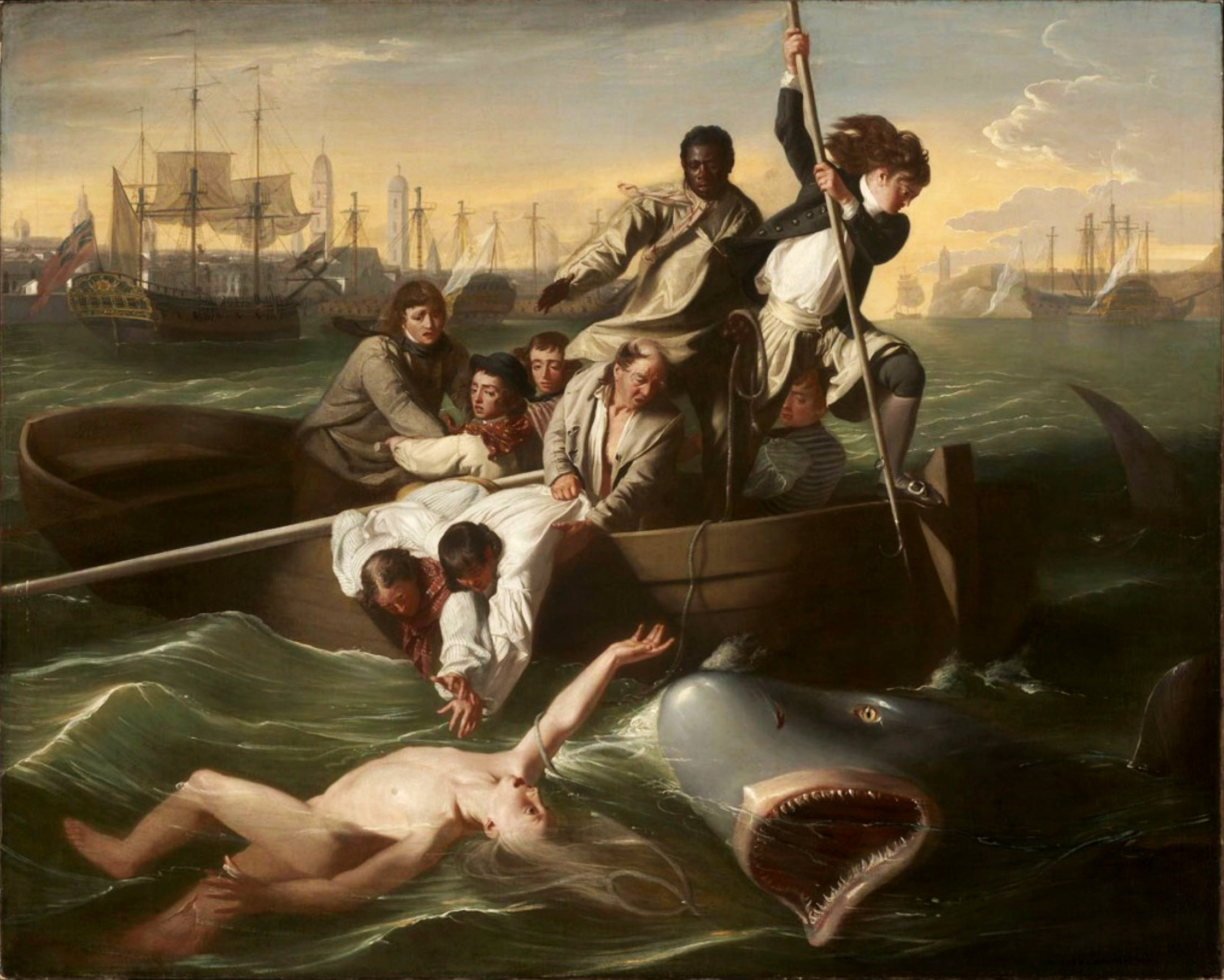
"Watson and the Shark" (1778)
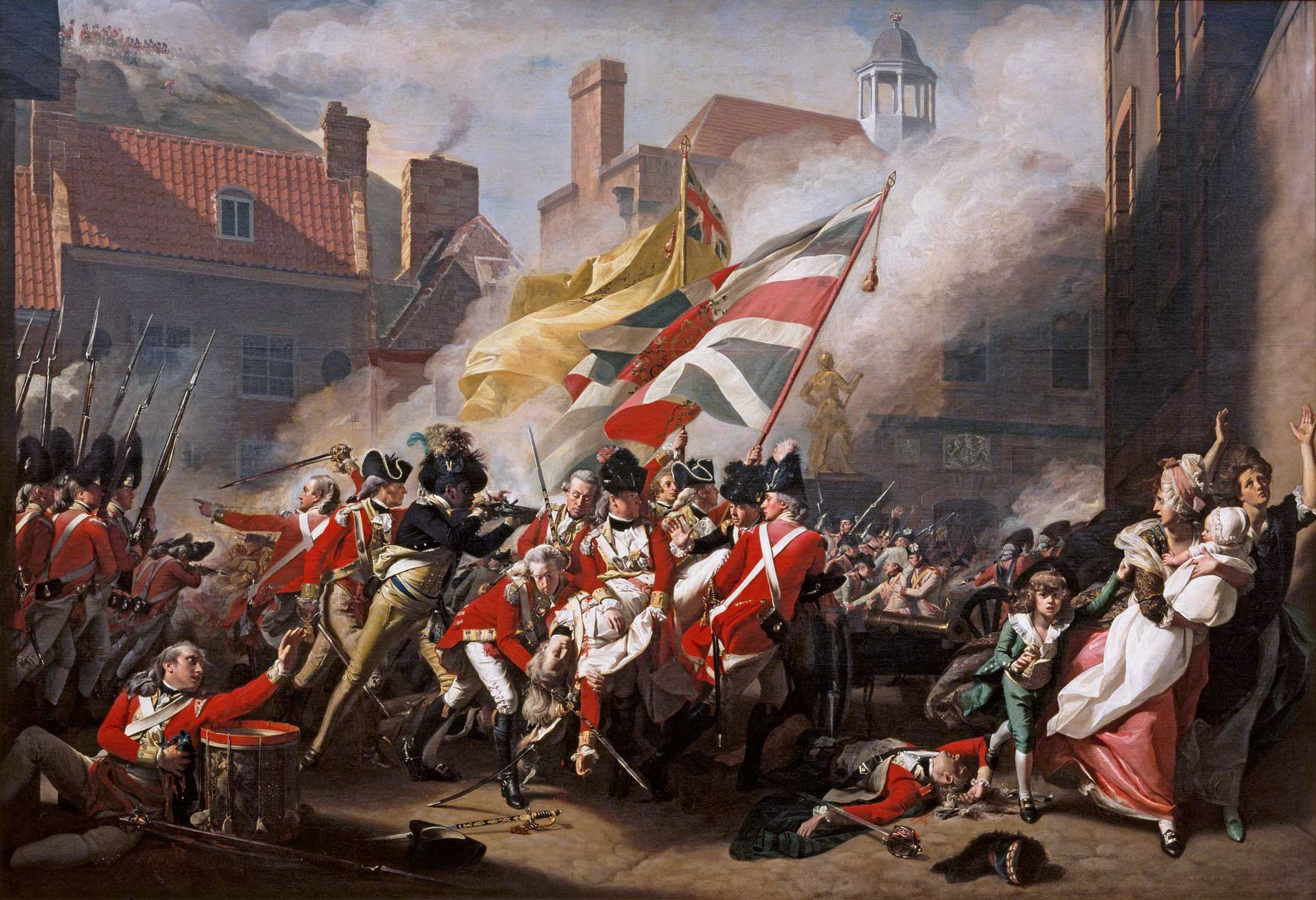
"The death of major Francis Pierson" (1782-1784)
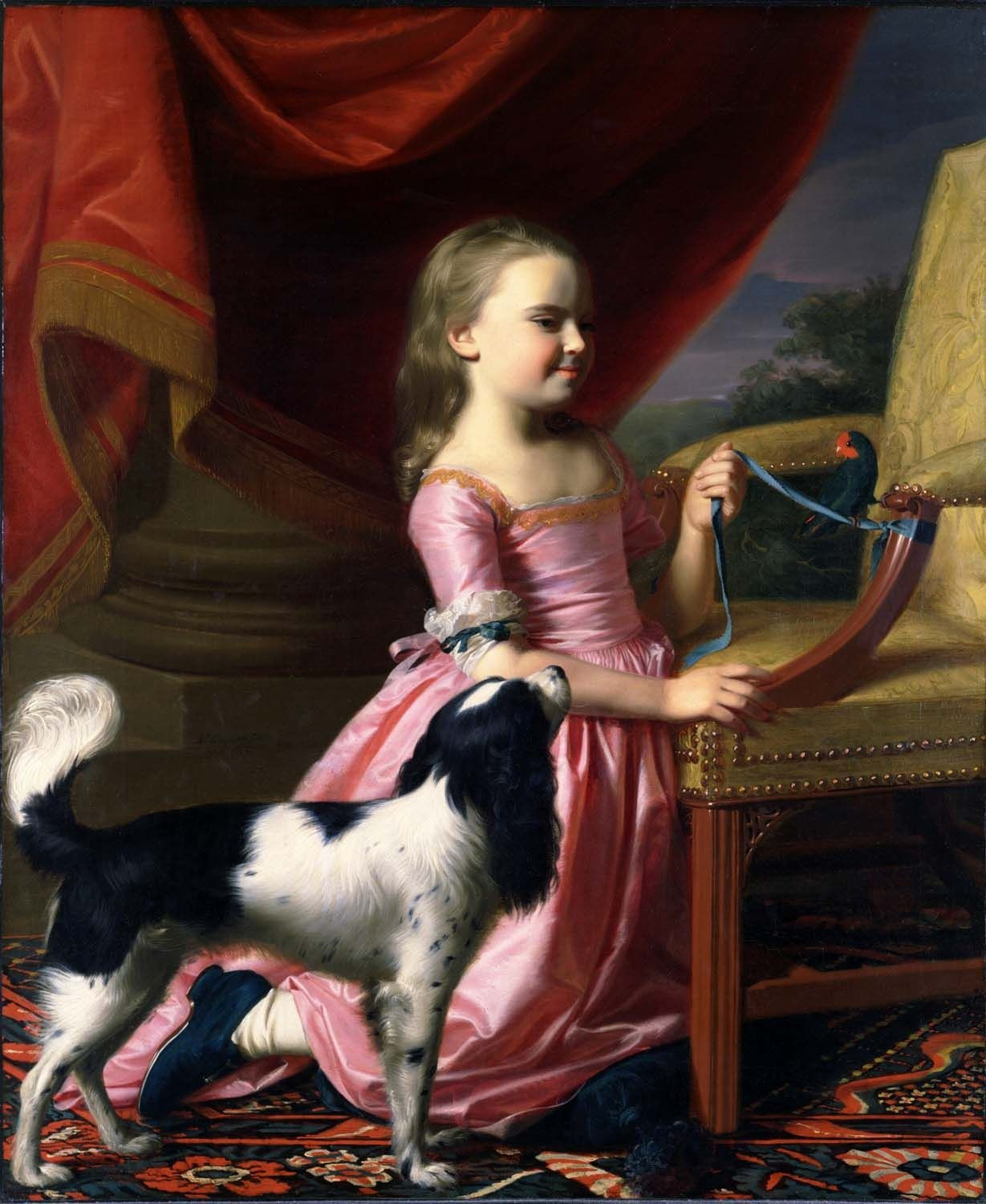
"Young Lady with a Bird and Dog" (1767)